# Exochus antis
Exochus antis är en stekelart som beskrevs av Valentina I. Tolkanitz 2003. Exochus antis ingår i släktet Exochus och familjen brokparasitsteklar. Inga underarter finns listade i Catalogue of Life.